# Ітиль

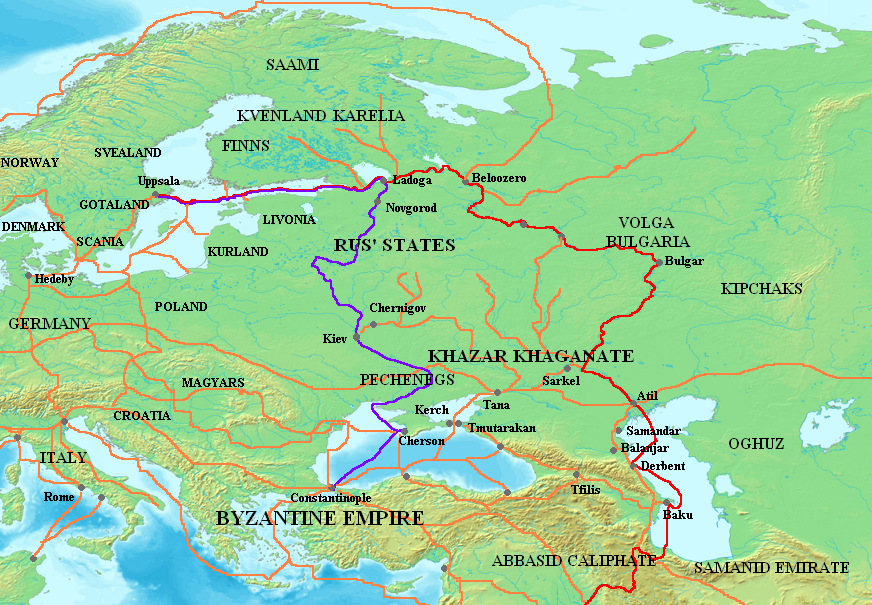
На карті позначено основні торгові шляхи. «Шлях із варягів у греки»(Синій колір); Волзький торговий шлях (червоний колір; виділено жирним); Помаранчевим кольором показані інші торгові маршрути VIII—XI.

невідомо
Ітиль (Атіль) — остання столиця Хозарського каганату з VIII по XIV століття.
Більшість сучасних дослідників локалізує місто у пониззі Волги (Ітилю), у районі сучасної Астрахані.
Ітиль був розташований на перехресті великих торговельних шляхів. Тут купці із території сучасної України мали свої оселі.

## Історія
Виник орієнтовно у VIII ст. під час арабо-хозарських воєн.
За даними середньовічних авторів, складався з трьох частин, в одній з яких жив хозарський правитель (каган).
Ітиль був великим поліетнічним містом, де кожен народ мав своє судочинство та самоврядування.
Ітиль було зруйновано внаслідок походу русів 968-969 рр.
В травні 2008 року російські археологи оголосили, що віднайдені руїни біля села Самосдєлкі Камизякського району Астраханської області.